# Les Alyscamps
Les Alyscamps – zbiorczy tytuł 4 obrazów namalowanych przez holenderskiego artystę Vincenta van Gogha w październiku i listopadzie 1888 podczas jego pobytu w Arles.
1. Obraz Les Alyscamps (hol. Les Alyscamps, de herfst, ang. Les Alyscamps)[1] namalowany pod koniec października 1888, obecnie w zbiorach prywatnych. Nr kat.: F 568, JH 1622.
2. Obraz Les Alyscamps (hol. Les Alyscamps, de herfst, ang. Les Alyscamps)[2] namalowany w listopadzie 1888, obecnie w kolekcji prywatnej. Nr kat.: F 469, JH 1623.
3. Obraz Les Alyscamps – Opadające jesienne liście (hol. Les Alyscamps, de herfst, ang. Les Alyscamps: Falling Autumn Leaves)[3] namalowany w listopadzie 1888, obecnie w Kröller-Müller Museum w Otterlo (Holandia). Nr kat.: F 486, JH 1620.
4. Obraz Les Alyscamps (hol. Les Alyscamps, de herfst, ang. Les Alyscamps)[4] namalowany w listopadzie 1888, obecnie w Collection Niarchos w Londynie. Nr kat.: F 487, JH 1621.

W czasie powstawania dzieła Van Gogh dzielił swoje studio artystyczne z francuskim malarzem Paulem Gauguinem, z którym dzielił się także tematyką tworzonych obrazów.
Obrazy przedstawiają aleję Alyscamps, dawną rzymską nekropolię, wzdłuż której rozciąga się szereg sarkofagów oraz rosnących topól.

## Les Alyscamps
Po kilku miesiącach korespondencji w październiku 1888 Paul Gauguin przyjechał do Arles, do Vincenta van Gogha. Obaj zamierzali przedstawić “nierealistyczny pejzaż”. Obrazy z serii Les Alyscamps były jednymi z pierwszych, jakie obaj po przyjeździe Gauguina wspólnie namalowali.
Obaj odwiedzili starą rzymską nekropolię, „Les Alyscamps”, zbudowaną przez Rzymian poza murami miejskimi. Grunty nekropolii zostały z czasem zajęte przez fabryki i linię kolejową, pozostała tylko wysadzana rzędami cienistych topoli Aleja Grobowców (fr. Allee des Tombeaux), prowadząca do romańskiej kaplic.

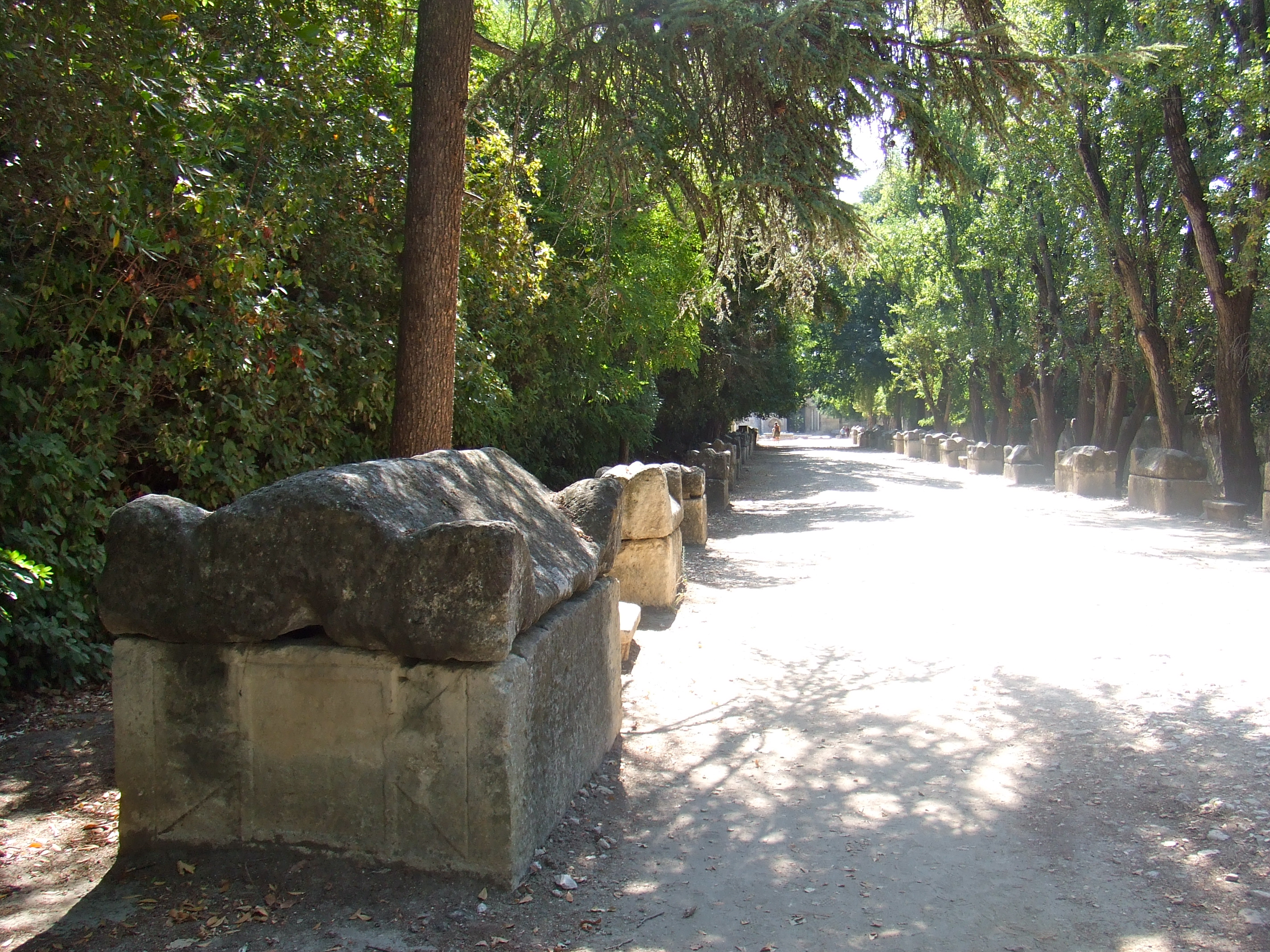
Les Alyscamps obecnie (2009)

## Obrazy van Gogha
Dwie wcześniejsze wersje obrazów namalował van Gogh w swoim zwykłym stylu. Artysta dał się zauroczyć tematem. Zajął pozycję pośrodku ścieżki z antycznymi sarkofagami. Dwie ukośne linie wyznaczające jej krawędzie zbiegają się na nisko umieszczonym horyzoncie. Rosnące na krawędziach ścieżki topole wprowadzają nastrój powagi. Dyskretnie w tle ukazane zostały sarkofagi. Aby zmieścić na płótnie motyw główny, drzewa, artysta wybrał format pionowy, który umożliwił mu ponadto namalowanie przy użyciu techniki pastoso monochromatycznego, nieba, utrzymanego w kontrastowym kolorze. Jak zwykle płótno jest pokryte grubymi, wijącymi się smugami farby, świadczącymi o tym, iż obraz został namalowany bezpośrednio na miejscu.
Podczas niepogody van Gogh pracował w studio nad drugą parą obrazów serii „Les Alyscamps”, które zostały namalowane z punktu obserwacyjnego znajdującego się ponad ścieżką i kierunkiem obserwacji poprzez rząd topoli. Obrazy te, będące wariacjami na temat jesieni – żółto-pomarańczowy kolor liści kontrastujący z błękitno-fioletowymi pniami drzew – namalowane tuż po przyjeździe Gauguina do Arles, należą do najlepszych w dorobku van Gogha, stworzonych podczas wspólnej pracy z Gauguinem.
Van Gogh opisywał w liście do Émile’a Bernarda współpracę z Gauguinem niekoniecznie jako wspólną pracę nad tym samym obrazem, ale jako zbiór pomysłów i technik, w którym każdy z nich tworzy własne, niepowtarzalne dzieła, różne od siebie, ale dopełniające się nawzajem. Uważał, że jego para obrazów przedstawiających temat opadających, jesiennych liści stanowi efekt takiego właśnie wspólnego wysiłku, na który złożyły się zarówno jego własne pomysły, jak i pomysły Gauguina i nieobecnego Bernarda. Oba obrazy były przewidziane do powieszenia razem. Rymowały się one co do formy. Oddzielone od siebie palisady drzew przypominały zapis nutowy. Jeśli chodzi o kolor, Opadające jesienne liście stanowiły zadanie z porównania i kontrastu – kolorystycznie obraz był zbudowany z barw komplementarnych lub przeciwstawnych: zieleni i czerwieni, fioletu i koloru brzoskwiniowego. Błękitnawe pnie drzew na pierwszym obrazie równoważyły się z przestrzenią żółtawej ścieżki na drugim. „Są takie kolory – jak wyjaśniał w liście do siostry – które powodują wzajemne jarzenie się po zestawieniu ich w parę, która się nawzajem dopełnia, jak mężczyzna i kobieta”. W ostrym zestawieniu koloru żółtego i pomarańczowego widać wpływ Gauguina, który w podobny sposób użył koloru cynobrowego na swym obrazie Wizja po kazaniu. Kolejnym wpływem Gauguina był sposób malowania, który sprawił, że obraz miał teksturę gobelinu.

## Obrazy Gauguina
Gauguin w tym samym czasie namalował również dwa obrazy przedstawiające nekropolię Alyscamps. Wybrał jednak inny punkt obserwacyjny niż van Gogh i usunął jakiekolwiek odniesienia do antycznych sarkofagów. Jeden z jego obrazów znajduje się w Musée d’Orsay w Paryżu, a drugi w prywatnej kolekcji w Tokio.